# Геджування
Геджува́ння, Гедж (англ. Hedging, англ. Hedge) — засіб обмеження ризику шляхом укладання протилежної угоди. Форма страхування вартості товару або прибутку, валютного ризику при здійсненні ф'ючерсних угод у банківській, страховій, біржовій та комерційній практиці. Учасники угоди мають можливість застерегтись, знизити ступінь фінансового ризику, пов'язаного з можливою зміною кон'юнктури ринку, попиту чи рівня цін впродовж виконання умов угоди.

## Опис
Найефективнішим методом мінімізації ризиків  під час укладення фінансової угоди є уведення певних обмежень — «геджування». Геджування можна визначити як сукупність дій та засобів, спрямованих на уникнення ризиків або їх утримання на прийнятному рівні та отримання прибутку. Геджування являє собою систему економічних відносин учасників фінансового ринку, які пов'язані зі зниженням кредитних та цінових ризиків і досягаються за рахунок одночасності та протилежного спрямування торгових угод на строковому ринку і ринку реального товару. Інструментом геджування є інструменти строкового ринку (деривативи) — форвардні контракти, опціони та ф'ючерсні контракти. Дериватив — це стандартний документ, що засвідчує право придбати або продати базовий актив на визначених ним умовах у майбутньому. У міжнародній практиці строкового ринку деривативами є форвардні контракти, ф'ючерсні контракти та опціони, що і покладено в основу законодавчого регулювання випуску та обігу деривативів у нашій країні.

## Особливості
Геджування — дуже багатопланове за своїм змістом. Це дозволяє максимально ефективно використовувати всі наявні інструменти та його види в залежності від цілей, умов та потреб. За технікою здійснення геджування може бути коротким і довгим. Коротке геджування — продаж строкових контрактів, а довге — купівля строкових контрактів. Техніка довгого геджування дає можливість негативних коливань ціни активу. Коротке геджування сприяє забезпеченню ціни продажу базового активу, який знаходиться у власності продавця.

## Інструменти геджування
При визначенні механізму геджування значний інтерес викликає вибір оптимальних інструментів геджування. При вирішенні цього питання правильніше виходити з головної мети користування обраним інструментом та враховувати вплив двох факторів: майбутніх намірів геджера та виду ризику. Мотиви геджерів можуть істотно відрізнятися. Частина їх воліє цілком геджувати касову позицію від будь-якого ризику і тому підтримує строкову позицію протягом всього строку дії касової. Інші ж вдаються до допомоги строкових контрактів лише у разі очікування сильних коливань ринку, що спричиняються зовнішніми причинами. У подібних випадках період дії строкової позиції виявляється значно меншим, ніж у касової позиції, та після стабілізації ситуації на ринку строкові позиції ліквідовуються. 
Щодо врахування виду ризику, то лише знаючи джерело походження і вид ризику, який виник від використання активу, можна вирішувати питання про відповідні цьому ризику методи та інструменти страхування. Крім цих факторів, існує низка інших факторів, що відіграють важливу роль при виборі інструментів геджування, такі як особливості геджованого активу, оцінка товарних позицій, ретельний аналіз діяльності, порядку розрахунків та ціноутворення, що дасть можливість виявити, на яких етапах виникають ризики, ступінь їх можливого негативного впливу на кінцеві результати діяльності.
Важливим елементом є врахування ліквідності вибраного інструменту, тобто слід вибирати інструмент не тільки зручний для геджування, а й достатньо ліквідний відповідно до поточних ринкових умов.
Геджування привело до появи компаній, які називаються гедж-фонди.